# 鲁道夫·施塔尔
鲁道夫·施塔尔（德語：Rudolf Stahl，1912年2月11日—1984年6月7日），德国男子手球运动员。他曾代表德国参加1936年夏季奥林匹克运动会手球比赛，获得一枚金牌，他在其中两场比赛期间有上场。